# インターネット・ブロードウェイ・データベース
Internet Broadway Database (インターネット・ブロードウェイ・データベース・IBDB)とはブロードウェイ・シアターの作品や関係者に関するデータベースを収集しているオンラインサイトである。北米における商業演劇の事業者団体 (trade association) であるブロードウェイ・リーグの調査部門によって運営されている。
IBDBではニューヨークの演劇が始まったとされる18世紀から現在に至るまでの作品に関する記録が提供されており、演劇作品、出演者や、特筆すべき点や作品の統計に関する詳細も含まれる。
1995年にアメリカンシアター・アンド・プロデューサー・リーグ（現在のブロードウェイ・リーグ）の調査部長であるカレン・ハウザーが考案した。